# Paracalyx schweinfurthii
Paracalyx schweinfurthii är en ärtväxtart som först beskrevs av Rudolf Wagner och Friedrich Vierhapper, och fick sitt nu gällande namn av Syed Irtifaq Ali. Paracalyx schweinfurthii ingår i släktet Paracalyx och familjen ärtväxter. Inga underarter finns listade i Catalogue of Life.